# Christiane Féral-Schuhl
Pour les articles homonymes, voir Féral et Schuhl.
 (12 mars 2018).
Améliorez-le ou discutez des points à vérifier. 
Christiane Féral-Schuhl, née le 21 mai 1957, est une avocate franco-canadienne spécialiste des nouvelles technologies et notamment du droit de l'informatique. Christiane Féral-Schuhl est la présidente du Conseil national des barreaux pour la mandature 2018-2020. Elle a été bâtonnier du barreau de Paris du 1er janvier 2012 au 31 décembre 2013. 

## Biographie

### Formation
Titulaire d’une maîtrise de l'université de Paris II, elle intègre l'École de formation du barreau de Paris et est admise au barreau de Paris en 1981. Elle a également été admise au barreau du Québec en 2016. Elle est titulaire des certificats de spécialités en droit des nouvelles technologies, de l’informatique et de la communication et en droit de la propriété intellectuelle.

### Carrière d'avocate
Christiane Féral-Schuhl est une avocate spécialisée en droit des nouvelles technologies et en droit de la propriété intellectuelle.  Elle exerce également les fonctions de médiatrice, d’arbitre et de cyberarbitre.
Collaboratrice successivement du cabinet Giroux Buhagiar puis du cabinet Huglo-Lepage, elle exerce à titre individuel puis au sein du cabinet d'avocats Feral-Schuhl / Sainte-Marie qu'elle fonde avec Bruno Grégoire Sainte Marie en 1988. Christiane Féral-Schuhl compte parmi sa clientèle des grands utilisateurs d’informatique et de produits technologiques ainsi que des acteurs de l’informatique et de l’internet.

### Investissement dans la vie ordinale
En parallèle de sa carrière d'avocate, Christiane Féral-Schuhl s'investit dans la vie ordinale : elle est successivement membre de la Commission des relations extérieures de l'ordre des avocats de Paris (1982-1985), membre du Conseil d'administration de la Caisse des règlements pécuniaires des avocats (CARPA) (1987-1991), membre du Comité de direction de la CARPA, administrateur d'EDIAVOCAT (1993-1997), membre du Conseil de l'ordre des avocats (1994-1996), coordinatrice de la Commission des marchés émergents et nouvelles technologies (1997-1999). Elle a assuré la présidence de l'Association pour le développement de l'informatique juridique. Elle est également chargée d'enseignement en droit du commerce électronique et des contrats dans le cadre du Master II « Droit de l'Internet Public » à l'université Paris I de 2007 à 2009.

### Deuxième femme élue bâtonnier
Le 2 décembre 2010, elle est élue bâtonnier de Paris et prend ses fonctions le 1er janvier 2012, à la tête du plus grand barreau de France (25 000 avocats). Elle est la deuxième femme élue bâtonnier dans l'histoire du barreau de Paris, après Dominique de La Garanderie qui a exercé les fonctions de bâtonnier en 1998 et 1999,. Devant la multiplication sur internet de faux avocats, « braconniers du droit » se livrant à un exercice illégal de cette profession, elle lance en juillet 2012 une opération « coup de poing »  pour faire la chasse aux sites délictueux. Elle multiplie les initiatives pour faire évoluer sa profession et renforcer l'image de cette profession : commission égalité hommes/femmes, commission culture, fonds de dotations pro bono, campagne Avocats dans la cité, bus de la solidarité, solidarité avec les avocats dans les pays touchés par la révolution arabe, etc.,. Elle a aussi suspendu temporairement, en juillet 2013, la participation du barreau de Paris au Conseil national des barreaux, avant de trouver un accord sur les travaux de réforme de la gouvernance des avocats,.
Le 31 décembre 2013, peu avant la fin de son mandat de bâtonnier de Paris, elle plaide, aux côtés de deux jeunes avocats Secrétaires de la Conférence, pour faire reconnaître le droit de l'avocat à consulter le dossier d'un gardé à vue, en application de la directive européenne du 22 mai 2012. La 23e chambre correctionnelle de Paris fait droit à cette demande et prononce la nullité de la garde à vue. Mais le Parquet de Paris a interjeté appel de cette décision. L'affaire doit être plaidée devant la Cour d'appel le 17 février 2014.

### Présidente du Conseil national des barreaux
Élue lors de l'assemblée élective du 16 décembre 2017 pour la mandature 2018-2020, Christiane Féral-Schuhl est la première femme à présider le Conseil national des barreaux (CNB), l'institution représentative de la profession d'avocat, et espère mettre un terme à « l'enfer professionnel » vécu par certaines avocates.

## Autres fonctions
- Par arrêté du 7 janvier 2013 au Journal officiel du 8, Christiane Féral-Schuhl est nommée membre du Haut Conseil à l'égalité entre les femmes et les hommes en tant que personnalité qualifiée.
- Elle est notamment médiatrice agréée auprès du Centre de médiation et d'arbitrage de Paris.
- Arbitre auprès de la Chambre de commerce internationale.
- Cyber-arbitre auprès de l'Organisation mondiale de la propriété intellectuelle.
- Expert juridique International à l'Institut français d'experts juridiques internationaux.

## Distinctions

### Décorations
- Chevalière de la Légion d'honneur  Elle est faite chevalière le 30 janvier 2008[13].
- Officière de l'ordre national du Mérite Elle est directement faite officière par décret du 14 novembre 2012 pour ses 31 ans de services[14].
- Officière de l'ordre national du Cèdre (Liban)

### Prix et récompenses
- En 2012 et en 2013, la 2e et la 3e éditions du « Guide to the World’s Leading Women in Business Law » classe Christiane Féral-Schuhl « World’s Leading Women in Business Law » dans la catégorie « Technology, Media & Telecoms » et « Best of the Best » en « Information Technology », seule femme reconnue cette année-là en France dans cette catégorie.
- En 2013, elle reçoit à Paris le « Prix Médiation AME 2013[15] », de l' Association des médiateurs européens et l' International Jurist Award 2013, lui est décerné à Londres par l' International Council of Jurists.
- En 2014, à l’occasion des « 20 ans de Documation », elle a reçu le « EMC Personality Awards », le prix de la personnalité marquante de ces 20 dernières années dans le domaine juridique.
- En 2017 et 2018 « Legal 500 EMEA » la considère comme « leading individual » dans la catégorie « Technology, Media & Telecoms ». Dans le guide « Leaders League 2017 » Christiane Féral-Schuhl a été désignée dans la catégorie « Contentieux & Arbitrage – Médiation ».
- En 2018, et pour la troisième année consécutive, Christiane Féral-Schuhl a été désignée par The Best Lawyers comme « Lawyer of the Year » en Nouvelles Technologies pour Paris.
- En 2019, Leaders League la distingue comme "excellente" dans la catégorie "Contentieux, Arbitrage et Médiation".

## Ouvrages
- Ces femmes qui portent la robe, portraits d'avocats célèbres dans le monde, Plon, 2013[16].
- Cyberdroit : le droit à l'épreuve de l'Internet (Dalloz Praxis, 7e édition 2018-2019 disponible sur Éditions Dalloz), ouvrage où Christiane Féral-Schuhl donne des réponses aux questions sur les droits et obligations de l’internaute citoyen, parent, mineur, consommateur, créateur de site, employé, chef d’entreprise ou chargé d’une mission d’intérêt général[17].
- L'entreprise, l'informatique et le droit (Nathan, seconde édition, 1992).